# Гильоширование (рукоделие)
Гильоширование (выжигание по ткани) — техника рукоделия, подразумевающая отделку изделий ажурным кружевом и изготовление аппликаций выжиганием с помощью специального аппарата.
Техника выжигания по шёлку (или точнее вытравка рисунков на шёлке) была известна достаточно давно. Ткань с рисунком, полученная выжиганием (химической вытравкой) части волокон, имеет отдельное название — «деворе».
Автором оригинального метода обработки тканей, получившего название «гильоширование», стала Зинаида Петровна Котенкова. Впервые метод был разработан в 1980-е годы в Рыбинске, а в 1990 году было получено авторское свидетельство на изобретение. Зинаида Котенкова сотрудничала с модельером Вячеславом Зайцевым, а также получила благодарственное письмо от Энне Бурды, создательницы журнала «Burda Moden».
Гильоширование стало популярно в России и за рубежом. С его помощью можно изготовить изделия с применением аппликации: салфетки, панно, закладки, открытки, записные книжки, кружевные изделия в стиле ришелье и т. д.
Для гильоширования подходят только синтетические ткани, так как они при нагревании не горят, а плавятся и становятся клейкими: атлас, капрон, нейлон, плащевые ткани, кримплен, ткани с люрексом, искусственный шёлк, тонкий и плотный трикотаж, бархат, панбархат и т. д. Инструментом гильоширования является аппарат для выжигания по дереву или паяльник с небольшими доработками.